# Bay Shore (New York)
Bay Shore est un hameau et census-designated place (CDP) de ville d'Islip, comté de Suffolk, État de New York, États-Unis.
Bay Shore est situé sur la rive sud (South Shore) de Long Island, attenant à Great South Bay. En 2008, Bay Shore a célébré le 300e anniversaire de l'achat de la terre aux amérindiens Secatogue (en). La population de la ville s'élevait à 26 337 habitants au recensement de 2010.